# Martín Pérez Guedes
Martín Pérez Guedes (Tres Arroyos, Provincia de Buenos Aires, 18 de agosto de 1991) es un futbolista argentino nacionalizado peruano. Juega como mediocentro ofensivo y su equipo actual es el Universitario de Deportes de la Liga 1 del Perú.

## Trayectoria
Surgió de la cantera de Huracán de Tres Arroyos, destacándose ya de muy joven en las inferiores del club. A los 17 años ya estaba consolidado en el primer equipo en el Torneo Argentino A. La temporada que terminó de afirmar a Pérez Guedes fue la 2009-2010, en la que el Globo termina entre los primeros puestos de la tabla, pero aun así no lograron el ascenso a la Primera B Nacional. A la siguiente temporada, el equipo se desmanteló casi por completo, pero Martín siguió con su nivel ascendente, y al final del año Olimpo de Bahía Blanca lo llevó a jugar en la Primera División. Jugó al lado de Damian Musto y el venezolano Oswaldo Vizcarrondo.
Tras terminar su contrato con Olimpo, el jugador debía volver a Huracán de Tres Arroyos, pero tras haber descendido al Torneo Argentino B, el club perdió a todos sus jugadores del plantel profesional. 

### Racing Club
Así, el 6 de julio de 2012 Pérez Guedes fue fichado por el Racing de Avellaneda, siendo dirigido por Luis Zubeldia. Marcó su primer tanto en La Academia el 19 de noviembre de 2012, cuando entró desde el banco de suplentes en reemplazo de Ricardo Centurión y selló la victoria por 4 a 0 sobre el Quilmes. Compartió el mediocampo con Rodrigo de Paul y Mauro Camoranesi. Además, jugó la Copa Sudamericana 2012. 
Tras no tener continuidad en Racing, volvió a Olimpo en la temporada 2013/2014 a préstamo por una temporada, para afrontar lo que sería el regreso del club aurinegro a la máxima categoría del fútbol Argentino. Marco sus dos primeros goles desde su regreso el 8 de septiembre de ese mismo año en la goleada 3-0 sobre Boca Juniors. Asimismo, también logró anotarle a River Plate en el Estadio Monumental en la victoria 3 a 1 a favor de Olimpo.
Luego de su paso temporaneo en el club aurinegro regresa a Racing Club de Avellaneda donde sale subcampeón con la reserva y campeón con la primera después de 13 años. En este semestre Diego Cocca lo borra del plantel principal.
En enero de 2015, firma un préstamo con Quilmes por una temporada, donde tuvo bastante continuidad.
A pesar de tener contrato vigente con Temperley, rescindió su contrato para volver a Olimpo de Bahia Blanca. Antes de fichar por Olimpo, renovó su contrato con Racing hasta 2019. A mediados del 2017 fichó por el recién ascendido a la Primera B, Mitre, siendo considerado como uno de los mejores fichajes de aquel torneo. La operación fue a préstamo por un año y sin opción a compra.
Luego pasa a Defensores de Belgrano a préstamo por un año, teniendo un rendimiento muy parejo, enamorando a los hinchas por su entrega y habilidad. Finalmente a fines de 2019 comunicó que se iría a final de temporada, y aprovechando que vencía su contrato, se quedaría con el dinero del traspaso, que rondaría los 350 mil dólares.
Luego de quedar como jugador libre, a mediados del 2019 firmaría por un año en el equipo indio Odisha F. C. de la Superliga India. A mediados del 2020 retorna a Argentina fichando para Gimnasia de Jujuy que disputa la Primera Nacional donde empezaría marcando 3 goles en sus primeros 5 partidos teniendo uno de los mejores arranques en un equipo de su carrera.
A pesar de tener contrato vigente con Gimnasia, rescinde su contrato para emigrar al futbol extranjero por segunda vez. Luego de realizar un gran semestre en el fútbol argentino, ficha por la Universidad de San Martin por toda la temporada 2021 por pedido expreso de Hector Bidoglio, aquella temporada se daría a conocer en el fútbol peruano siendo uno de los principales referentes en un club plagado de futbolista jóvenes, fue capitán en la última parte del torneo. Con su club descendió a la Liga 2.

### F. B. C. Melgar
El 1 de diciembre de 2021 se anunció su llegada al F. B. C. Melgar por toda la temporada 2022, con quienes jugaría la Copa Sudamericana. A nivel colectivo, lograron llegar hasta las semifinales de la Copa Sudamericana y a la final del torneo nacional, donde quedarían subcampeones. A nivel individual, disputó todos los partidos que el club jugó en todo el año, 54 en total, donde en 45 oportunidades comenzó como titular y en 9 ingresó como suplente, anotando 9 goles. Tras finalizar la temporada, el club no le ofreció una renovación, pese a la intención de Pérez Guedes de continuar en el club.

### Universitario de Deportes
El 15 de noviembre de 2022, mediante una publicación en su cuenta de Instagram, se despidió del club y los hinchas. Ese mismo día, se oficializaba su llegada al Universitario de Deportes, siendo el primer refuerzo del club merengue de cara al 2023. Su debut oficial con el plantel merengue fue por la fecha 3 del Torneo Apertura frente a la Academia Cantolao, el encuentro terminaría 4 a 0 a favor de los merengues. Perez Guedes anotaría el segundo gol de la "U".En la temporada 2023 salió campeón nacional al vencer en la final a Alianza Lima, obteniendo su primer título nacional.
En la temporada 2024, nuevamente salió campeón nacional tras ganar el torneo apertura y clausura con Universitario, evitando encuentros finales y obteniendo su segundo título nacional. Este título tuvo una mayor relevacia ya que se cumplía 100 años del club merengue. Fue elegido como el mejor jugador de la Liga 1 2024. A pesar de tener contrato hasta finales del 2025, debido a su buen rendimiento renovó su vínculo con Universitario hasta finales del 2026.

## Estadísticas

### Clubes
Actualizado de acuerdo al último partido jugado el 2 de octubre de 2023.
| Club                                   | Temporada     | Liga  | Liga  | Copas nacionales | Copas nacionales | Copas internacionales | Copas internacionales | Total | Total |
| Club                                   | Temporada     | Part. | Goles | Part.            | Goles            | Part.                 | Goles                 | Part. | Goles |
| -------------------------------------- | ------------- | ----- | ----- | ---------------- | ---------------- | --------------------- | --------------------- | ----- | ----- |
| Huracán de Tres Arroyos Argentina      | 2008-09       | 11    | 4     | -                | -                | -                     | -                     | 11    | 4     |
| Huracán de Tres Arroyos Argentina      | 2009-10       | 25    | 4     | -                | -                | -                     | -                     | 25    | 4     |
| Huracán de Tres Arroyos Argentina      | 2010-11       | 30    | 8     | -                | -                | -                     | -                     | 30    | 8     |
| Huracán de Tres Arroyos Argentina      | Total club    | 66    | 16    | -                | -                | -                     | -                     | 66    | 16    |
| Olimpo Argentina                       | 2011-12       | 21    | 5     | 1                | 0                | -                     | -                     | 22    | 5     |
| Racing Argentina                       | 2011-12       | 0     | 0     | -                | -                | 2                     | 0                     | 2     | 0     |
| Racing Argentina                       | 2012-13       | 17    | 1     | -                | -                | 0                     | 0                     | 17    | 1     |
| Olimpo Argentina                       | 2013-14       | 26    | 3     | -                | -                | -                     | -                     | 26    | 3     |
| Racing Argentina                       | 2014          | 0     | 0     | -                | -                | -                     | -                     | 0     | 0     |
| Racing Argentina                       | Total club    | 17    | 1     | 0                | 0                | 2                     | 0                     | 19    | 1     |
| Quilmes Argentina                      | 2015          | 16    | 0     | 1                | 0                | -                     | -                     | 17    | 0     |
| Quilmes Argentina                      | Total club    | 16    | 0     | 1                | 0                | -                     | -                     | 17    | 0     |
| Temperley Argentina                    | 2016          | 9     | 1     | 0                | 0                | -                     | -                     | 9     | 1     |
| Temperley Argentina                    | Total club    | 9     | 1     | 0                | 0                | -                     | -                     | 9     | 1     |
| Olimpo Argentina                       | 2016-17       | 15    | 0     | -                | -                | -                     | -                     | 15    | 0     |
| Olimpo Argentina                       | Total club    | 62    | 8     | 1                | 0                | -                     | -                     | 63    | 8     |
| Mitre de Santiago del Estero Argentina | 2017-18       | 24    | 1     | 1                | 0                | -                     | -                     | 25    | 1     |
| Mitre de Santiago del Estero Argentina | Total club    | 24    | 1     | 1                | 0                | -                     | -                     | 25    | 1     |
| Defensores de Belgrano Argentina       | 2018-19       | 23    | 3     | -                | -                | -                     | -                     | 23    | 3     |
| Defensores de Belgrano Argentina       | Total club    | 23    | 3     | -                | -                | -                     | -                     | 23    | 3     |
| Odisha F. C. India                     | 2019-20       | 18    | 3     | -                | -                | -                     | -                     | 18    | 3     |
| Odisha F. C. India                     | Total club    | 18    | 3     | -                | -                | -                     | -                     | 18    | 3     |
| Gimnasia y Esgrima (Jujuy) Argentina   | 2020          | 7     | 3     | -                | -                | -                     | -                     | 7     | 3     |
| Gimnasia y Esgrima (Jujuy) Argentina   | Total club    | 7     | 3     | -                | -                | -                     | -                     | 7     | 3     |
| Universidad de San Martín · Perú       | 2021          | 26    | 7     | 1                | 1                | -                     | -                     | 27    | 8     |
| Universidad de San Martín · Perú       | Total club    | 26    | 7     | 1                | 1                | -                     | -                     | 27    | 8     |
| FBC Melgar · Perú                      | 2022          | 40    | 9     | -                | -                | 14                    | 0                     | 54    | 9     |
| FBC Melgar · Perú                      | Total club    | 40    | 9     | 0                | 0                | 14                    | 0                     | 54    | 9     |
| Universitario de Deportes · Perú       | 2023          | 32    | 3     | 0                | 0                | 8                     | 0                     | 40    | 3     |
| Universitario de Deportes · Perú       | 2024          | 26    | 9     | 0                | 0                | 5                     | 0                     | 31    | 9     |
| Universitario de Deportes · Perú       | Total club    | 58    | 12    | 0                | 0                | 13                    | 0                     | 71    | 12    |
| Total carrera                          | Total carrera | 366   | 64    | 4                | 1                | 29                    | 0                     | 399   | 65    |

### Participaciones internacionales
| Torneo                 | Club                      | País      | Resultado           |
| ---------------------- | ------------------------- | --------- | ------------------- |
| Copa Sudamericana 2012 | Racing                    | Argentina | Segunda fase        |
| Copa Sudamericana 2022 | F. B. C. Melgar           | Perú      | Semifinal           |
| Copa Sudamericana 2023 | Universitario de Deportes | Perú      | Play-off de octavos |

## Palmarés

### Torneos Cortos
| Torneo          | Club                      | País | Año  |
| --------------- | ------------------------- | ---- | ---- |
| Torneo Apertura | F. B. C. Melgar           | Perú | 2022 |
| Torneo Clausura | Universitario de Deportes | Perú | 2023 |
| Torneo Apertura | Universitario de Deportes | Perú | 2024 |
| Torneo Clausura | Universitario de Deportes | Perú | 2024 |
| Torneo Apertura | 2025                      |      |      |

### Campeonatos nacionales
| Título                    | Club                      | País      | Año  |
| ------------------------- | ------------------------- | --------- | ---- |
| Primera División          | Racing Club               | Argentina | 2014 |
| Primera División del Perú | Universitario de Deportes | Perú      | 2023 |
| Primera División del Perú | Universitario de Deportes | Perú      | 2024 |